# Prague 10
Prague 10, officiellement district municipal de Prague (Městská čast Praha 10), est une municipalité de second rang à Prague, en République tchèque. Le district administratif (správní obvod) du même nom comprend les arrondissements municipaux de Prague 10, Prague 15 et Prague 22.